# Carlo Rosini
Carlo Maria Rosini (Napoli, 1º aprile 1748 – Napoli, 18 febbraio 1836) è stato un vescovo cattolico e filologo italiano, nominato vescovo di Pozzuoli il 21 dicembre 1797 da papa Pio VI.

## Biografia
Suo padre Vincenzo, un professore di medicina originario di Rofrano, accortosi delle sue precoci doti, lo affidò a sette anni ai gesuiti, perché fosse avviato allo studio dei classici. Proseguì gli studi nel seminario urbano, trovando come precettori, tra gli altri, Sebastiano de Rosa (che sarebbe stato vescovo d'Ischia prima e Avellino poi), e Giulio Selvaggi, i quali gl'insegnarono, rispettivamente, latino e diritto civile e canonico. Nello stesso seminario, una volta ordinato suddiacono, insegnò dal 1770 la lingua latina e poi, per quindici anni, quella greca. Fu ordinato sacerdote il 4 aprile 1772.
Dopo il 1774, perso il concorso per la cattedra di diritto, fu nominato, dal cardinale Capece Zurlo, prefetto del seminario dell'arcidiocesi di Napoli, al fine di sovrintendere al funzionamento di tutte le scuole: sono di questo periodo le due lettere critiche che Rosini pubblicò, sotto lo pseudonimo di Filalete, con le quali entrò in una disputa letteraria con il professore di filosofia (e poi vescovo) Bernardo della Torre: l'argomento verteva sulla metafisica, oggetto di un saggio di Bernardo della Torre, che a sua volta rispose con il nome di Ritobulo.
Nel 1784 Rosini ebbe, come sostituto di Nicola Ignarra, l'insegnamento di scrittura sacra presso l'Università di Napoli. Nel 1787, istituita nuovamente l'Accademia Ercolanese, egli ebbe da Ferdinando IV l'incarico di interprete e commentatore dei papiri di Ercolano: vedeva così la luce, nel 1793, il primo tomo degli Herculanensium voluminum quae supersunt, mentre il secondo, in sostanza dovuto al lavoro del Rosini, uscì nel 1809. Fu anche autore di numerose orazioni e di commedie latine (che furono pubblicate postume), oltre alla traduzione dal francese di un Nuovo metodo per apprendere facilmente la lingua greca, uscito nel 1794. Nel 1797 mise a frutto i propri studi storico-letterari con la pubblicazione della sua opera maggiore, la Dissertatio isagogica ad Herculanensium voluminum explanationem.
Nello stesso anno fu ordinato vescovo di Pozzuoli. Con il suo operato, Rosini, in quasi quarant'anni di vescovato, trasformò il seminario di quel centro in uno dei migliori del Regno di Napoli. Dal 1801 fu responsabile dell'officina dei papiri di Ercolano, carica che mantenne per tutta la vita. Durante il "Decennio Francese" fu cappellano maggiore del Regno di Napoli interino e consigliere di Stato. Nel 1817, a seguito della restaurazione, fu posto quale presidente della neo-fondata Società Borbonica. Dal 1822 fu presidente della Giunta per la pubblica istruzione (che presiedette fino al 1824), come della Biblioteca Borbonica. Fu insignito dell'onorificenza di cavaliere di gran croce del Reale Ordine di Francesco I.
Morì a Napoli il 18 febbraio 1836 per apoplessia e fu sepolto, come da lui richiesto, nella chiesa di Santa Maria della Consolazione a Pozzuoli ai piedi dell'altare di san Carlo Borromeo.

## Opere
- (GRC, LA) Herculanensium voluminum quae supersunt, tom. I, Neapoli, ex Regia Typographia, 1793.
- (LA) Dissertationis isagogicae ad Herculanensium voluminum explanationem pars prima, Neapoli, ex Regia Typographia, 1797.
- (GRC, LA) Herculanensium voluminum quae supersunt, tom. II, Neapoli, ex Regia Typographia, 1809.
- (LA) Brutii. Comoedia, nunc primum recognita a Cajetano Barbati, Neapoli, typis Fibrenianis, 1870.

## Genealogia episcopale
La genealogia episcopale è:
- Cardinale Scipione Rebiba
- Cardinale Giulio Antonio Santori
- Cardinale Girolamo Bernerio, O.P.
- Arcivescovo Galeazzo Sanvitale
- Cardinale Ludovico Ludovisi
- Cardinale Luigi Caetani
- Cardinale Ulderico Carpegna
- Cardinale Paluzzo Paluzzi Altieri degli Albertoni
- Papa Benedetto XIII
- Papa Benedetto XIV
- Cardinale Enrico Enriquez
- Arcivescovo Manuel Quintano Bonifaz
- Cardinale Buenaventura Córdoba Espinosa de la Cerda
- Cardinale Giuseppe Maria Doria Pamphilj
- Vescovo Carlo Maria Rosini